# Mahamadou Cissé (homme politique)
Pour les articles homonymes, voir Mahamadou Cissé.
Mahamadou Cissé dit Bagagnoa est un homme politique malien, membre de l'Alliance pour la démocratie au Mali-Parti africain pour la solidarité et la justice (Adéma-PASJ).
Il siège à l'Assemblée nationale depuis 2002, et remportant quatre élections législatives consécutives dans le cercle de Kayes (2002, 2007, 2013 et 2020). L'Assemblée nationale est dissoute le 19 août 2020 après un coup d'État. 
Il est également le coordinateur régional de la campagne d'Ibrahim Boubacar Keïta à Kayes lors de l'élection présidentielle de 2018.